# Lõunaküla
Lõunaküla (szw. Storbyn) – wieś w Estonii, w prowincji Harju, w gminie Viimsi, w południowej części wyspy Naissaar.

## Historia
Wieś po raz pierwszy wymieniona w 1854 roku pod niemiecką nazwą Das Größere Dorf. 
Przez krótki czas Lõunaküla była stolicą Sowieckiej Republiki Naissaar – quasi-państwa istniejącego od 17 grudnia 1917 do 26 lutego 1918 roku.
W 1934 roku powstał drewniany kościół pod wezwaniem św. Maryi. Jego konsekracja odbyła się w 1938 roku. Kościół wpisany jest do rejestru zabytków.
Po drugiej wojnie światowej zniesiono podział wyspy Naissaar na trzy wsie (Väikeheinamaa, Tagaküla, Lõunaküla). Powstała wtedy wieś Naissaare obejmująca swoim obszarem całą wyspę. W 2011 roku przywrócono przedwojenny podział wyspy.